# Ивановское (деревня, Волоколамский район)
Ивановское — деревня в Волоколамском районе Московской области России, входит в состав сельского поселения Спасское. Население — 12 чел. (2010).

## География
Деревня Ивановское расположена на западе Московской области, в юго-западной части Волоколамского района, на правом берегу реки Щетинки бассейна Рузы, примерно в 12 км к юго-западу от города Волоколамска.
В деревне две улицы — Полевая и Старая. Ближайшие населённые пункты — деревни Щекотово, Клишино и село Новлянское. Связана прямым автобусным сообщением с районным центром.

## Население
| 1859 | 1890 | 1899 | 1926 | 2002 | 2006 | 2010 |
| ---- | ---- | ---- | ---- | ---- | ---- | ---- |
| 270  | ↘204 | ↘138 | ↗225 | ↘15  | ↘10  | ↗12  |

## История
В «Списке населённых мест» 1862 года Ивановская — казённая деревня 1-го стана Рузского уезда Московской губернии по левую сторону дороги из города Можайска в город Волоколамск, в 39 верстах от уездного города, при пруде, с 43 дворами и 270 жителями (131 мужчина, 139 женщин).
По данным на 1890 год — деревня Судниковской волости Рузского уезда с 204 душами населения.
В 1913 году — 45 дворов.
В 1919 году включена в состав Осташёвской волости Волоколамского уезда.
По материалам Всесоюзной переписи населения 1926 года — деревня Щекотовского сельсовета Осташёвской волости Волоколамского уезда в 10 км от Осташёвского шоссе и 27 км от станции Волоколамск Балтийской железной дороги. Проживало 225 жителей (74 мужчины, 151 женщина), насчитывалось 46 крестьянских хозяйств.
С 1929 года — населённый пункт в составе Волоколамского района Московского округа Московской области. Постановлением ЦИК и СНК от 23 июля 1930 года округа как административно-территориальные единицы были ликвидированы.
1929—1939 гг. — деревня Клишинского сельсовета Волоколамского района.
1939—1954 гг. — деревня Клишинского сельсовета Осташёвского района.
1954—1957 гг. — деревня Спасского сельсовета Осташёвского района.
1957—1963, 1965—1968 гг. — деревня Спасского сельсовета Волоколамского района.
1963—1965 гг. — деревня Спасского сельсовета Волоколамского укрупнённого сельского района.
1968—1972 гг. — деревня Горбуновского сельсовета Волоколамского района.
1972—1994 гг. — деревня Кармановского сельсовета Волоколамского района.
1994—2006 гг. — деревня Кармановского сельского округа Волоколамского района.
2006—2019 гг. — деревня сельского поселения Спасское Волоколамского муниципального района Московской области.
С 2019 года — деревня Волоколамского городского округа.